# Pseudosempervivum amanum
Pseudosempervivum amanum är en korsblommig växtart som först beskrevs av Juliette Contandriopoulos och Quezel, och fick sitt nu gällande namn av Al-shehbaz, Mutlu och Dönmez. Pseudosempervivum amanum ingår i släktet Pseudosempervivum och familjen korsblommiga växter. Inga underarter finns listade i Catalogue of Life.